# Buciumeni (Dâmbovița)
Pour les articles homonymes, voir Buciumeni.
Buciumeni est une commune du județ de Dâmbovița en Roumanie.